# Plectranthias maugei
Plectranthias maugei là một loài cá biển thuộc chi Plectranthias trong họ Cá mú. Loài này được mô tả lần đầu tiên vào năm 1980, được đặt theo tên của L. A. Mauge, đến từ Bảo tàng Lịch sử Tự nhiên Quốc gia Pháp, là người đã thu thập những mẫu vật của loài này và đã phác thảo lại chúng.

## Phân bố và môi trường sống
P. maugei có phạm vi phân bố nhỏ hẹp ở vùng biển Tây Ấn Độ Dương. Loài cá này chỉ được tìm thấy duy nhất ở ngoài khơi phía tây nam đảo Madagascar. P. maugei sống xung quanh các rạn san hô ở độ sâu được ghi nhận ở khoảng 250 m.

## Mô tả
Ba mẫu vật dùng để mô tả P. maugei có chiều dài cơ thể với kích thước đo được năm trong khoảng 17 – 21 cm. Màu sắc khi các mẫu vật còn tươi không được ghi lại. Những mẫu vật đã được giữ trong rượu có màu trắng nhạt với một loạt 8 đốm đen không đều ở đầu và thân. Đốm thứ nhất nằm sau mắt; đốm thứ hai sau gáy, ở ngay gốc vây lưng trước; đốm thứ ba bên dưới gai vây lưng thứ 4 đến thứ 9, lan xuống dưới đường bên; đốm thứ tư bên dưới gai vây lưng cuối cùng; đốm thứ năm và thứ sáu nhỏ, bên dưới nửa sau của vây lưng; 2 đốm nhỏ cuối cùng ở mặt trên của cuống đuôi.
Số gai ở vây lưng: 10; Số tia vây mềm ở vây lưng: 15; Số gai ở vây hậu môn: 3; Số tia vây mềm ở vây hậu môn: 7; Số gai ở vây bụng: 1; Số tia vây mềm ở vây bụng: 5; Số tia vây mềm ở vây ngực: 13; Số tia vây mềm ở vây đuôi: 14.